# Johannes Paul (Historiker)

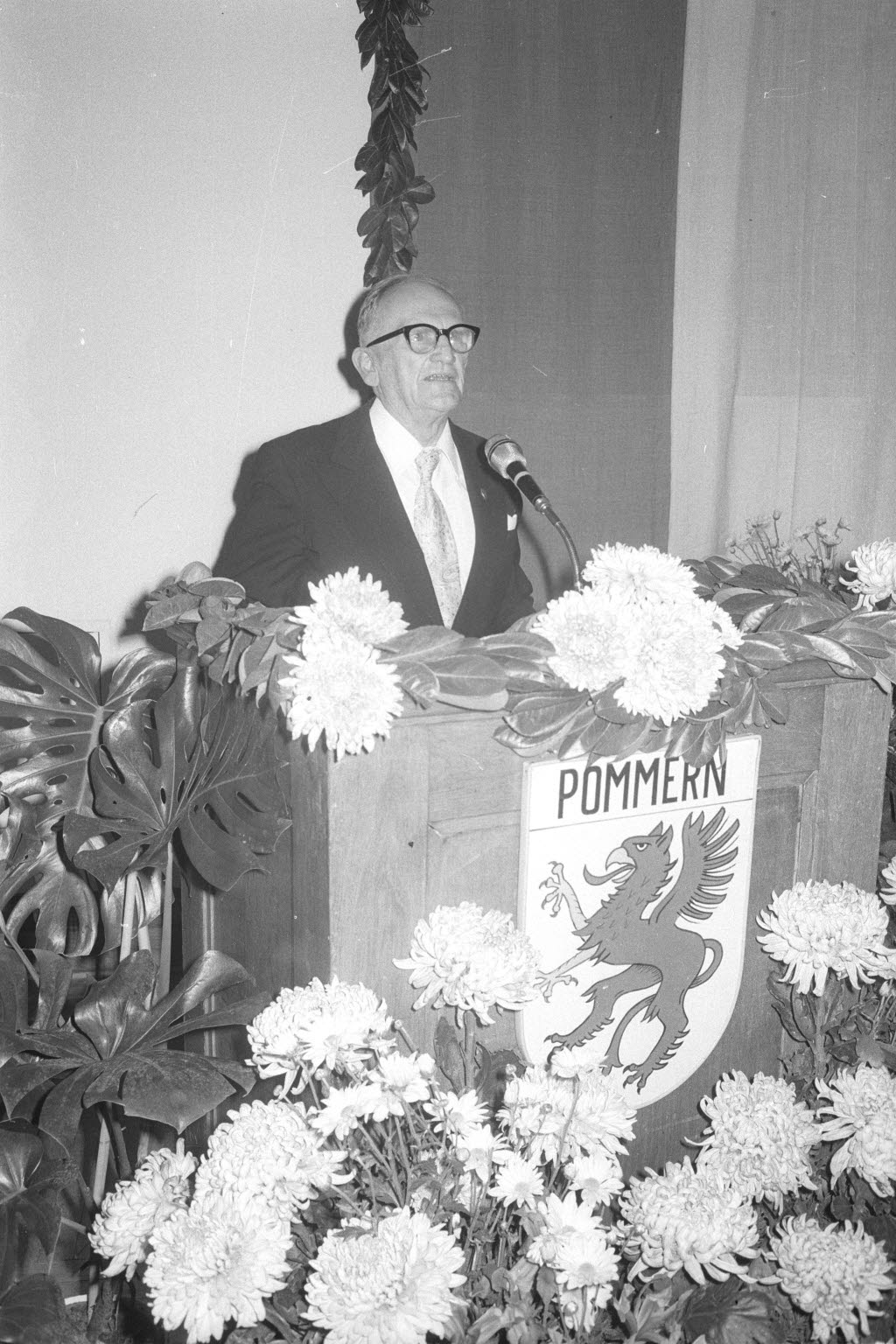
Johannes Paul 1973 in Kiel

Johannes Paul (* 12. Mai 1891 in Leipzig; † 31. Mai 1990 in Hamburg) war ein deutscher Historiker. Er war Hochschullehrer an der Universität Greifswald, dem Herder-Institut Riga und am Historischen Seminar der Universität Hamburg. Sein Hauptarbeitsgebiet war die Nordische Geschichte.

## Leben

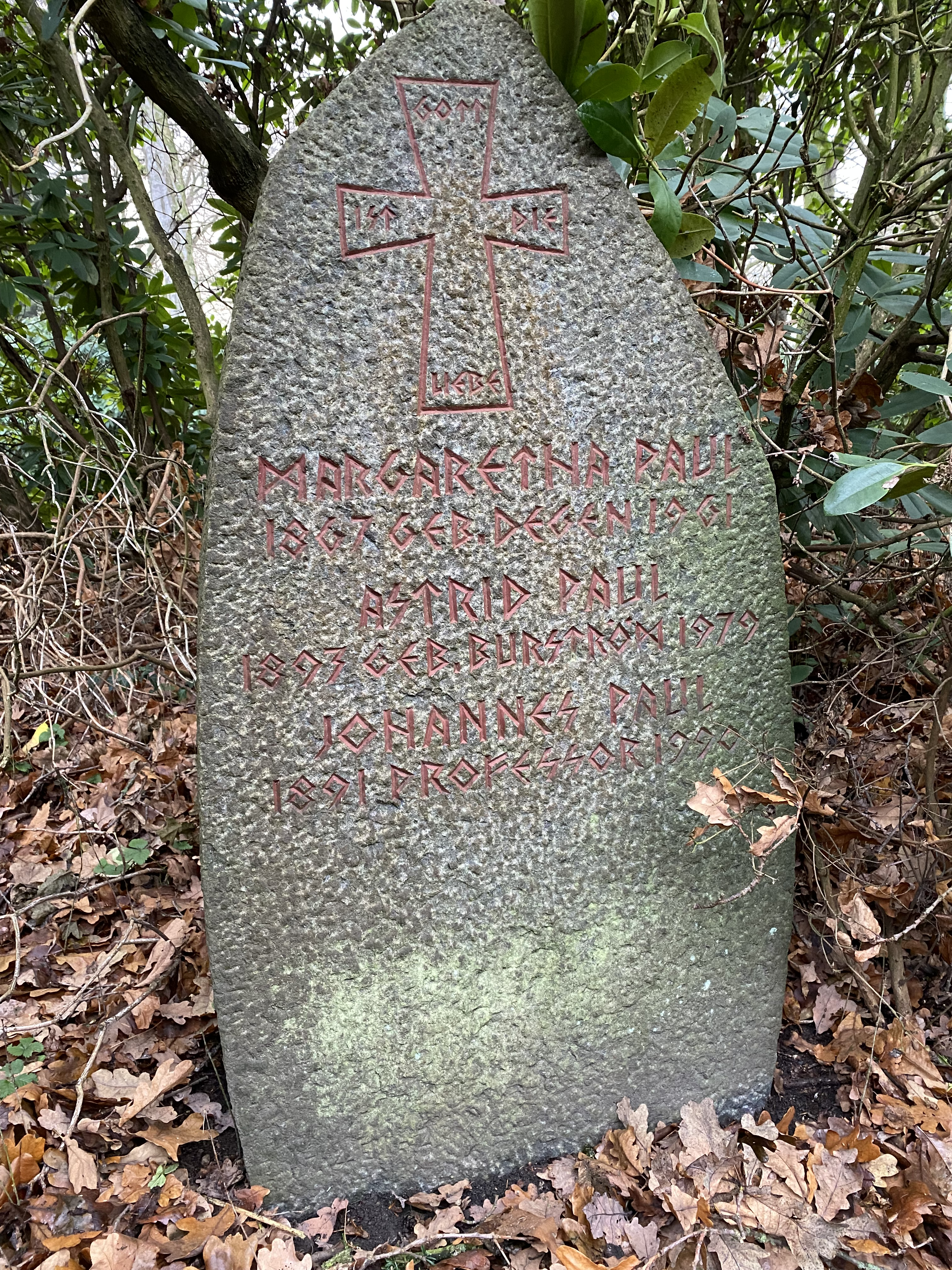
Grabstätte Johannes Paul auf dem Friedhof Ohlsdorf

Johannes Paul wurde 1891 in Leipzig geboren, wo sein Vater Karl Friedrich Paul Richter am  Reichsgericht war. Er besuchte das Heilig-Kreuz-Gymnasium in Dresden und die Thomasschule zu Leipzig und studierte anschließend an der Universität München, der Universität Uppsala, der University of Edinburgh und der Universität Leipzig. Während seines Studiums wurde er Mitglied beim Verein Deutscher Studenten Leipzig. In Leipzig wurde er 1914 bei Erich Brandenburg mit einer Dissertation über Lübeck und die Vasa im 16. Jahrhundert zum Dr. phil. promoviert.
Im Ersten Weltkrieg diente er ab 1914 als Kriegsfreiwilliger, wurde 1916 vor Fort Douaumont bei Verdun schwer verwundet und dann als Adjutant beim deutschen Militärbevollmächtigten in Schweden eingesetzt. 1916 wurde er mit dem Ritterkreuz 2. Klasse des sächsischen Albrechts-Ordens ausgezeichnet. Von 1919 bis 1921 arbeitete er in Schweden als Lehrer und Übersetzer. In Kalmar heiratete er 1921 die Schwedin Astrid Burström. Aus der Ehe gingen ein Sohn und eine Tochter hervor. Eine Nichte seiner Frau war die schwedische Historikerin und Professorin Ulla Ehrensvärd, die nach dem Tod ihres Vaters 1935 für einige Monate bei den Pauls in Greifswald lebte.
1921 habilitierte er sich an der Universität Greifswald für Mittlere und Neuere Geschichte mit einer Habilitationsschrift über Engelbrecht Engelbrechtsson und sein Kampf gegen die Kalmarer Union. Im gleichen Jahr wurde er Assistent am Nordischen Institut der Universität Greifswald. 1928 wurde er nichtplanmäßiger ao. Professor am Nordischen Institut. Für seine Arbeit für die deutsch-schwedischen Beziehungen wurde er 1929 mit dem schwedischen Nordstern-Orden ausgezeichnet. 1930 wechselte er nach Riga, wo er o. Professor am Herder-Institut Riga, einer deutschsprachigen Hochschule, wurde. 1932 erhielt er die Ehrendoktorwürde der Theologischen Fakultät der Universität Greifswald. 1933 ging er nach Greifswald zurück, wo er Direktor des Schwedischen Instituts wurde. Das Schwedische Institut war 1933 bei der Umgliederung des bisherigen Nordischen Instituts in vier selbständige Länderinstitute unter dem Dach der Nordischen Auslandsinstitute neu gebildet worden. Dort war er im Dritten Reich einer der wesentlichen deutschen Ansprechpartner von Sven Hedin, wie der gemeinsame Briefwechsel im Riksarkivet in Stockholm zeigt. 1935 wurde er in Greifswald als Nachfolger Hans Glagaus planmäßiger ao. Professor für Mittlere und Neuere Geschichte. Er befasste sich auch mit der Geschichte Pommerns; so gab er von 1937 bis 1939 gemeinsam mit seinem Greifswalder Kollegen Adolf Hofmeister die Reihe „Pommern einst und jetzt“ heraus. 
Paul trat 1933 in die SA und zum 1. Mai 1937 in die NSDAP ein (Mitgliedsnummer 3.963.877). Im Zweiten Weltkrieg diente er von 1941 bis 1944 in der Wehrmacht, und zwar bei der Dienststelle Helsinki des Amtes Abwehr. Nach seinem Ausscheiden aus der Wehrmacht war er zeitweise beim schwedischen Programm des Reichssenders Königsberg tätig. Am 5. Mai 1945 geriet er auf Rügen in sowjetische Gefangenschaft, wurde 1946 in Moskau als Spion verurteilt und bis 1955 in Sibirien festgehalten. Erst 1955 kam er als Spätheimkehrer mit einem schweren Augenleiden nach Deutschland zurück, wo er eine Professur an der Universität Hamburg erhielt, bald emeritiert wurde, aber auch als Emeritus zunächst weiter Vorlesungen über Nordische Geschichte hielt. 
Er engagierte sich in der Pommerschen Landsmannschaft, wurde 1957 Vorsitzender ihres Kulturbeirates, 1963 Herausgeber der Zeitschrift Unser Pommern und 1965 Mitherausgeber der Zeitschrift Mare Balticum. 1973 wurde er mit dem Pommerschen Kulturpreis ausgezeichnet. 
Johannes Paul starb in seinem 100. Lebensjahr am 31. Mai 1990 in Hamburg und wurde auf dem dortigen Friedhof Ohlsdorf beigesetzt. 
Der Historiker Ludwig Biewer würdigte in einem Nachruf Pauls „Pflicht- und Verantwortungsbewußtsein, Wahrheitsstreben, Gerechtigkeitssinn und tiefe Vaterlandsliebe“. Demgegenüber war in der DDR, ganz im Sinne seiner Verurteilung in der Sowjetunion, in einer Festschrift im Jahre 1982 Pauls Tätigkeit als Hochschullehrer in Greifswald als die eines „aktive[n] Faschisten“ bezeichnet worden.

## Wirken im VVDSt
Seit seinem Studium war Johannes Paul Mitglied des VDSt Leipzig, dem er ab 1917 als Alter Herr angehörte. Als Hochschullehrer in Greifswald wurde er außerdem Mitglied des dortigen VDSt Greifswald. Die Vereine Deutscher Studenten waren in dieser Zeit deutschnational und antisemitisch ausgerichtet und bemühten sich um Kontakte zu deutschen Volksgruppen außerhalb der Grenzen des Deutschen Reiches. Paul erwarb dadurch Interesse an Geschichte und Kultur des Auslanddeutschtums, das er bis ins hohe Alter pflegte und ausbaute. Da der Greifswalder Verein in der DDR nicht wiedergegründet werden durfte, schloss sich dessen Altherrenschaft 1956 dem VDSt Kiel an, wodurch Paul auch dort Mitglied wurde. Die 100. Verbandstagung des Verbandes der Vereine Deutscher Studenten in Berlin 1981 leitete Paul als Alterspräsident. Paul vermachte sein einstiges Greifswalder Wohnhaus in der Soldtmannstraße testamentarisch dem VDSt Greifswald, der es nach der Wende und dem Wiederenstehen der Studentenverbindungen auf dem Gebiet der vormaligen DDR zum Korporationshaus ausbaute und nach ihm benannte.

## Schriften
- Lübeck und die Vasa im 16. Jahrhundert. In: Veröffentlichungen zur Geschichte der Freien und Hansestadt Lübeck. Band 5, 1920. (Dissertation)
- Engelbrecht Engelbrechtson und sein Kampf gegen die Kalmarer Union. Nordische Studien, Band 1. Greifswald 1921. (Habilitationsschrift)
- Die schwedische Politik im Weltkriege. Mitteilungen aus dem Nordischen Institut der Universität Greifswald, Heft 3. Ratsbuchhandlung L. Bamberg, Greifswald 1921.
- Nordische Geschichte. Breslau 1925.
- Gustav Adolf. 3 Bände. Quelle & Meyer, Leipzig 1927–1932.
- Europa im Ostseeraum. Musterschmidt, Göttingen 1961.
- Gustav Adolf. Christ und Held. Musterschmidt, Göttingen 1964.
- Ernst Moritz Arndt. Das ganze Teutschland soll es sein. Musterschmidt, Göttingen 1971.